# Camilo Sanvezzo
Camilo da Silva Sanvezzo (Presidente Prudente, 21 de julho de 1988), mais conhecido como Camilo Sanvezzo ou Camilo, é um futebolista brasileiro que atua como atacante. Atualmente defende o Toluca.

## Carreira
Revelado no Oeste Paulista de Presidente Prudente atual Grêmio Desportivo Prudente, começou sua carreira profissional pelo Corinthians Alagoano, passou pelo Qormi de Malta, pelo qual obteve o terceiro lugar no Campeonato Maltês na temporada 2009-10, tendo sido o artilheiro da competição com 24 gols marcados. Em 2011, transferiu-se para o Vancouver Whitecaps FC, do Canadá, pelo qual foi três vezes vice-campeão do Campeonato Canadense em 2011, 2012 e 2013, tendo sido o artilheiro deste último com 3 gols marcados.
No dia 31 de julho de 2013, participou pela primeira vez do Jogo das Estrelas da MLS. O jogo ocorreu em Kansas City, contra os italianos do Roma
Foi o artilheiro da MLS Supporters' Shield de 2013 tendo marcado 22 gols na temporada.
Em Janeiro de 2014, Camilo já com seu contrato encerrado com o Vancouver Whitecaps (que se finalizou em 31 de dezembro de 2013), assinou contrato de 3 anos com o Querétaro que disputa a primeira divisão do futebol Mexicano.
| “ | "Participar do Jogo das Estrelas vai ser emocionante, estou muito feliz por ter sido chamado para essa partida. Sempre acreditei no meu futebol, esperava uma boa temporada aqui na MLS, e graças a Deus tudo tem dado certo." | ” |

## Títulos
Querétaro
- Copa México: 2016 (Apertura)

## Artilharias
Qormi
- Campeonato Maltês: 2009–10 (24 gols)[4]

Vancouver Whitecaps
- Campeonato Canadense: 2013 (3 gols)
- MLS Supporters' Shield: 2013 (22 gols)[3]

## Prêmios individuais
- Jogador do Ano do Vancouver Whitecaps : 2011, 2013
- MLS All-Star: 2013
- Gol do Ano da MLS : 2013[5]